# Kurt Brennecke
Kurt Brennecke (Ringelheim, 16 dicembre 1891 – Bonn, 30 dicembre 1982) è stato un generale tedesco della Wehrmacht durante la seconda guerra mondiale.

## Biografia
Brennecke intraprese la carriera militare nell'esercito imperiale tedesco dal 18 febbraio 1910 come cadetto nel 15º reggimento di fanteria prussiano. Venne promosso tenente il 18 agosto 1910 e, come tale, fu nominato aiutante del 2º battaglione nel suo reggimento dal 1º aprile 1914. In questa posizione Brennecke venne impiegato nella prima guerra mondiale e rimase coinvolto nei combattimenti sul fronte occidentale, venendo ferito in Francia il 18 ottobre 1914. Dopo un ricovero in ospedale e la guarigione, tornò al suo reggimento e venne impiegato come aiutante del comandante dal 2 giugno 1915 al 3 ottobre 1916. Brennecke divenne quindi aiutante della 26ª brigata di fanteria. Poco prima della fine della guerra, ricevette il comando del 353º reggimento di fanteria schierato presso il lago Drisvisty in Lituania e venne promosso capitano il 18 agosto 1918.
Dopo il primo conflitto mondiale, venne trasferito al Reichswehr e prestò servizio nel 14º reggimento di fanteria di stanza a Braunschweig, dove venne nominato comandante di una compagnia nell'ottobre 1923. Dopo un anno di trasferimento al 2º reggimento di cavalleria di Osterode e Allenstein venne spostato di stanza a Stettino. Il 1º gennaio 1929 venne nominato maggiore e dal 1º ottobre 1930 venne trasferito al ministero della difesa a Berlino. Promosso tenente colonnello dal 1º aprile 1933, il 1º gennaio dell'anno successivo ottenne il comando del 2° dipartimento automobilistico della nuova Wehrmacht e promosso al grado di colonnello dal 1º aprile 1935. Il 1º giugno 1935, venne nominato capo di stato maggiore del VII distretto militare (con quartier generale a Monaco di Baviera) e dall'autunno del 1938 assunse la medesima funzione al VI distretto militare di Hannover, venendo promosso infine al rango di maggiore generale dal 1º agosto 1939.
Con lo scoppio della seconda guerra mondiale, venne mobilitato dal 26 agosto 1939 come capo di stato maggiore della IV armata e prese parte alla campagna militare in Polonia. Il 1º agosto 1940 venne promosso tenente generale ed il 25 ottobre 1940 venne nominato capo di stato maggiore del gruppo C schierato sul fronte occidentale. Il 22 giugno 1941, all'inizio della guerra con l'Unione Sovietica, il maggiore generale Brennecke era capo di stato maggiore del gruppo militare nord. A partire dal 18 gennaio 1942 Brennecke venne posto per un mese in riserva e nel frattempo promosso generale di fanteria dal 1º febbraio 1942; venne recuperato quindi come comandante generale del XXXXIII. Armee Korps. Il 26 gennaio 1943, Brennecke venne sollevato dal suo incarico e posto nuovamente in riserva. Dal 15 giugno 1943 fino alla fine della guerra fu direttore dei corsi per comandanti di divisione e comandanti generali a Berlino, Döberitz, Hirschberg, Neustadt e Bad Wiessee.
Dall'8 maggio 1945 divenne prigioniero degli Alleati, venendo rilasciato nel marzo del 1948.
Dal luglio 1955 al 1956 Brennecke fu membro del comitato di revisione del personale per la nuova Bundeswehr.